# Blyxa
Blyxa (Blyxa) je rod rostlin z čeledi voďankovité. Jsou to ponořené vodní byliny s kopinatými až čárkovitými listy, uspořádanými buď v růžici, nebo spirálně kolem stonku. Květy jsou drobné, obklopené toulcem. Rod zahrnuje 13 druhů a je rozšířen mezerovitě v Asii, Austrálii i Africe. Největší areál rozšíření má blyxa rýžovištní.
Hospodářský význam blyx je malý. Některé druhy jsou pěstovány jako akvarijní rostliny, druh Blyxa octandra je využíván v indické ájurvédě jako léčivka. Rostliny mají neobvyklý způsob opylování.

## Popis
Blyxy jsou jednodomé nebo dvoudomé ponořené sladkovodní byliny. Listy jsou buď v bazální růžici, nebo spirálně na prodlouženém stonku, přisedlé, kopinaté až čárkovité, se souběžnou žilnatinou, na bázi s pochvou, na okraji drobounce pilovité. Stonek může dosahovat délky až 60 cm.
Květenství je složené z 1 až 10 květů a obalené trubkovitým toulcem. Rozvíjí se nad hladinou.
Květy jsou jednopohlavné nebo oboupohlavné. Kalich je vytrvalý, zelený, složený ze 3 lístků. Koruna je bílá, trojčetná, delší než kalich. Tyčinek je 3, 6 nebo 9 a mají tenké nitky.
Semeník je čárkovitý, srostlý ze 3 plodolistů s mnoha vajíčky a vybíhající v dlouhý, niťovitý zoban. Čnělky jsou 3.
Plody jsou čárkovité až čárkovitě kopinaté, s mnoha semeny.

## Rozšíření
Rod blyxa zahrnuje 13 druhů. Je rozšířen v tropech Starého světa v subsaharské Africe, Madagaskaru, v Asii od Indie po Čínu a Japonsko a přes Indočínu a jihovýchodní Asii po Novou Guineu.
Největší areál má blyxa rýžovištní (Blyxa aubertii), která se vyskytuje v subsaharské Africe, Madagaskaru, Asii, Papuasii a Austrálii. Rozsáhlé rozšíření má také blyxa ostnosemenná, blyxa japonská a Blyxa octandra. Rod však zahrnuje i druhy s omezeným, endemickým rozšířením, jako je Blyxa vietii (Vietnam), Blyxa novoguineensis (Nová Guinea), Blyxa kasaragodensis (indická Kerala), Blyxa javanica (Jáva) a Blyxa quadricostata (Indočína).

## Ekologické interakce
U některých dvoudomých druhů byl zjištěn zajímavý způsob opylování. Rostou jako ponořené rostliny, nad hladinu vyčnívají pouze drobné, málo nápadné květy na bezlistém stvolu. Květy jsou nevonné a neobsahují žádný nektar. Opylování bylo studováno na druhu Blyxa octandra. Samčí květy mají protáhlé, bělavé okvětní lístky, které se v průběhu ontogeneze květu protahují a když se květ otevře, jsou z vnitřní strany rovnoměrně poprášené pylem. U samičích květů je okvětí mnohem menší a nahrazují jej petaloidní blizny. Lákající funkce je tak u samičích květů přenesena z okvětí na blizny. V dopoledních hodinách se na okvětí samčích květů i na bliznách květů samičích objevují drobné kapky čiré, vodovité tekutiny. Květy navštěvují různé druhy vážek a much. Zejména šídla a motýlice používají nad vodu čnící květy jako místo k odpočinku. Na jejich nohou se pak přenáší pyl.

## Taxonomie
Podle výsledků fylogenetických studií je nejblíže příbuzným rodem rod Ottelia, zahrnující 20 druhů a rozšířený v Asii, Africe, Austrálii i Jižní Americe. Další příbuzné rody jsou Elodea, Egeria a Apalanthe.

## Zástupci
- blyxa japonská (Blyxa japonica)
- blyxa ostnosemenná (Blyxa echinosperma)
- blyxa rýžovištní (Blyxa aubertii)

## Význam
Některé druhy jsou pěstovány jako akvarijní rostliny. Blyxa rýžovištní je dekorativní, pěstitelsky středně náročná rostlina s jemnými a křehkými listy. Náročnějším druhem je rovněž dekorativní blyxa japonská. Je obtížné ji udržet zejména přes zimu, někdy se proto pěstuje jako jednoletka.
Druh Blyxa octandra je využíván v indické ájurvédě jako léčivá i magická rostlina.